# Marlengo
Marling tiếng Ý: Marlengo; Archaic (1102 CN): Marnea, Marniga, Merniga, Marlinga, Marninga) là một đô thị ở tỉnh Bolzano-Bozen trong vùng Trentino-Alto Adige/Südtirol của Ý, có vị trí cách khoảng 60 km về phía bắc của Trento và khoảng 25 km về phía tây bắc của Bolzano. Tại thời điểm ngày 31 tháng 12 năm 2004, đô thị này có dân số 2.268 người và diện tích là 12,8 km².
Marling giáp các đô thị: Tscherms, Algund, Lana, Merano và Partschins.